# ココドゥリロス・デ・マタンサス
ココドゥリロス・デ・マタンサス（スペイン語: Cocodrilos de Matanzas）は、キューバの野球リーグであるセリエ・ナシオナル・デ・ベイスボルに所属する野球チーム。本拠地はハバナの東90kmに位置するマタンサス州マタンサス。

## 概要
かつてマタンサス州には「ヘネクエネロス」（Henequeneros）と「シトリカルトレス」（Citricultores）という、1970年代にリーグ優勝経験もある2つのチームがあったが、いずれも解散。この2チームを引き継ぐ形で1992年にチームが創設された。
チームのロゴのモチーフはワニ。
チーム創設後長い間優勝経験がなかったが、ビクトル・メサが監督に就任して以降は上位進出が増え、2019-20年シーズンに初優勝を果たした。

## 主な所属選手
- アリエル・マルティネス
- アマウリ・カサーニャ
- エリスベル・アルエバルエナ
- ギジェルモ・エレディア
- シオネル・ペレス
- ジュリスベル・グラシアル
- ビクトル・ビクトル・メサ
- ビクトル・メサ・ジュニア
- ファン・マンリケ（英語版）
- ホセ・エストラーダ・ゴンザレス（英語版）
- ホセ・フェルナンデス
- ホンデル・マルティネス
- ミチェル・アブレイユ
- ヤディエル・ヘルナンデス
- ヤディル・ドレイク
- ヨアンディ・ガルロボ